# Черуйот, Роберт Кипкоэч
Роберт Кипкоэч Черуйот (после принятия ислама Омар Ахмед) — кенийский марафонец, экс-рекордсмен и 4-кратный победитель Бостонского марафона.

## Биография
Роберт родился в городе Капсабет на западе Кении. Учился в школе до 1997 года, пока его не выгнали в связи с невозможностью оплачивать обучение. Ещё хуже ему пришлось когда спустя несколько дней выгнали из дома. Он поехал в город Мосориот в надежде, что ему поможет брат, работающий полицейским, но тот лишь смог устроить его в качестве парикмахера. В июне 1999 года он попадает в спортивно-тренировочный лагерь Каптагат в 13 милях от города Элдорет. Там его тренером и наставником становится легендарный Мозес Тануи. Первые серьёзные успехи на международной арене приходят в 2002 году.
В 2002 году выигрывает престижные Римский полумарафон и Миланский марафон. Четырёхкратный победитель старейшего в мире Бостонского марафона в 2003, 2006, 2007, 2008 годах. Победитель Чикагского марафона 2006 года. Стал первым человеком в истории, которому удалось победить в один год на Чикагском и Бостонском марафонах. В 2006 году финишировал на Чикагском марафоне не совсем обычно: на финишной черте поскользнулся, упал ногами вперёд под финишной лентой и ударился затылком. Финиш тем не менее засчитали. С ушибом головного мозга от падения лечился в госпитале. Благодаря этой победе смог выиграть серию World Marathon Majors 2006 года.
Смог отобраться на Олимпийские игры в Пекине на марафонскую дистанцию, но из-за травмы вместо него поехал Люк Кибет.
По состоянию на 2008 год тренировался в пригороде Найроби. Женат, имеет дочь. В апреле 2009 года стартовал в Бостонском марафоне, но сошёл с дистанции и попал в госпиталь. С тех пор не выступает.

## Личные рекорды
- Полумарафон — 1:00:05 (Лиссабонский полумарафон, 2009 год)
- Марафон — 2:07:35 (Чикагский марафон, 2006 год)